# Gabriel Monjane
Gabriel Estêvão Monjane (1944-1990), nascido em Manjacaze, em Moçambique, então província ultramarina portuguesa, foi um dos 24 recordistas a integrar a lista de pessoas mais altas do mundo, tendo alcançado os 2,45m. 

## Biografia
Enquanto criança, desenvolveu-se de forma aparentemente normal, sensivelmente até aos 10 anos, sendo que só mais tarde é que começou a crescer desmesuradamente.
Assim, aos 12 anos, já media 1,90m, sendo certo que, porém, os médicos da época atribuíram o seu gigantismo a um episódio traumático, sofrido na adolescência, quando caiu do primeiro andar de um edifício, o que lhe teria despoletado um distúrbio endócrino.
Quando chegou aos 16 anos atingiu uma altura de 2,31m, pesando já cerca de 125 quilos. Posteriormente, aos 26 anos de idade, o seu crescimento cessou, orçando já os 2,45m e pesando já à volta de 158 quilos.
Apesar da sua considerável estatura, manteve-se fora da ribalta até aos 19 anos, em 1963, altura em que o jornal moçambicano “Notícias” fez uma reportagem sobre si, catapultando-o para a fama.
Três anos mais tarde, em 1966, já com 21 anos, foi internado no Hospital Miguel Bombarda, em Lourenço Marques (actual cidade de Maputo), por determinação da ordem dos Serviços de Saúde de Moçambique, para que os médicos o pudessem estudar e para lenificar o mal-estar da fadiga crónica e dos pés gretados, de que sofria por mercê do seu quadro clínico.

### Empregos
Originalmente, trabalhava numa fábrica de embalamento de cajus, como descascador, porém, graças à notoriedade que granjeara com o jornal Notícias, rapidamente foi contratado para fazer campanhas publicitárias em Lourenço Marques.
Ainda no ano de 1966, foi contratado pelo empresário circense britânico Richard (Dick) Chipperfield, para integrar a trupe do conhecido circo circo homónimo. 
Passou a viajar por todo o mundo em circos de curiosidades e exposições ambulantes, sendo que a carreira circense de Monjane se viria a arrastar durante quase vinte anos.

### Portugal
Chegou a Lisboa em 1969, tendo sido encarado com admiração por portugueses e turistas.  Em Lisboa, foi exibido no Teatro Arco-Íris, na Feira Popular, acompanhado do anão Lúcio Pedro, conhecido como "o anão do Coliseu".
A dupla teve bastante sucesso, tendo feito digressão várias vezes em Portugal e no estrangeiro. Com efeito, apareceram juntos, inclusive, nas cerimónias fúnebres de António de Oliveira Salazar, em 1970.

### Recorde do Guinness
O Guinness Book of World Records registou-o, na sua edição de 1988, como o homem mais alto do mundo.

### Problemas de saúde
Com o passar dos anos o estado de saúde de Gabriel Monjane deteriorou-se, de tal modo que, ainda antes de ter completado 30 anos já padecia de fortes dores nas ancas, nos joelhos e nos tornozelos, sofrendo ainda de uma úlcera crónica no pé direito. Tendo acabado por passar a precisar de usar bengala para se locomover.
Foi submetido a diversas intervenções cirúrgicas durante a sua vida, tendo dificuldades em pagar as cirurgias.
Faleceu em janeiro de 1990, aos 45 anos, depois de ter caído no pátio de cimento de sua casa, em Manjacaze, batendo com a cabeça, o que lhe valeu um traumatismo craniano, que se revelou fatal, tendo perdido a vida ainda enquanto estava a ser transportado para o hospital.

## Alusões culturais
O músico moçambicano Silk Nobre fez uma homenagem a Gabriel Monjane, na sua canção «azul terylene», com que concorreu ao Festival da Canção de 2024.